# 早川太郎
早川 太郎（はやかわ たろう、1934年 - ）は、日本の医学者、医師。愛知学院大学名誉教授。元愛知学院大学歯学部生化学講座教授。

## 経歴
愛知県名古屋市出身。1959年名古屋大学医学部卒業、1963年同大学院修了。以後長崎大学助手、講師、助教授、カリフォルニア大学デービス校客員研究員、ロシュ分子生物学研究所客員研究員、愛知学院大学助教授を経て1977年より愛知学院大学教授に就任。2005年に退職し名誉教授。

## 著書
- 早川太郎、原田實 著、全国歯科衛生士教育協議会 編『生化学　生化学概説・口腔生化学』医歯薬出版〈歯科衛生士教本〉、1971年3月。 NCID BA79873110。
- Eugene P.Lazzari 編『口腔領域の生化学』共訳 葛谷博磁、永津俊治、早川太郎、原田實、医歯薬出版、1977年9月。 NCID BN01347326。
- 早川太郎、原田實 著、全国歯科衛生士教育協議会 編『生化学』医歯薬出版〈歯科衛生士教本〉、1983年3月。 NCID BN03262530。
- 早川太郎、須田立雄『口腔生化学』医歯薬出版、1987年7月。 NCID BN01393888。
- 早川太郎、原田實、阿部公生、江指隆年、坂本亘、丹羽源男、藤原愛子 著、全国歯科衛生士教育協議会 編『栄養指導・生化学』医歯薬出版〈新歯科衛生士教本〉、1992年1月。ISBN 978-4-263-42760-6。 NCID BN07343033。
- 早川太郎、須田立雄『口腔生化学』（第2版）医歯薬出版、1994年9月。ISBN 4263403673。 NCID BN11425958。
- 早川太郎、須田立雄、木崎治俊『口腔生化学』（第3版）医歯薬出版、2000年9月。ISBN 978-4-263-45485-5。 NCID BA48656967。
- 早川太郎、須田立雄、木崎治俊、畑隆一郎、髙橋信博、宇田川信之『口腔生化学』（第4版）医歯薬出版、2005年9月。ISBN 978-4-263-45589-0。 NCID BA73570397。
- 『口腔生化学』監修 早川太郎、須田立雄、木崎治俊（第5版）、医歯薬出版、2011年7月。ISBN 978-4-263-45645-3。 NCID BB06165241。

## 所属団体
- 日本歯科医学会
  - 歯科基礎医学会 元副理事長[2]
  - 日本歯科保存学会[2]
  - 日本矯正歯科学会[2]
  - 日本歯周病学会[2]
- 日本医学会
  - 日本生化学会 元理事[2]
  - 日本癌学会[2]
- 国際歯科研究学会[2]
- 日本結合組織学会 元会長[2]
- マトリックス研究会 名誉会員[3]、元幹事[2]、元世話人[2]
- 日本軟骨代謝学会 理事[2]、監事[2]
- 日本唾液腺学会 評議員[2]
- 病態と治療におけるプロテアーゼとインヒビター研究会 世話人[2]
- 愛知学院大学歯学会 幹事[2]